# Parafia Cameron (Luizjana)
Parafia Cameron (ang. Cameron Parish, fr. Paroisse de Cameron) – parafia cywilna w stanie Luizjana w Stanach Zjednoczonych. Obszar całkowity parafii obejmuje powierzchnię 1 936,67 mil2 (5 015,97 km²). Według danych z 2010 r. parafia miała 6 839 mieszkańców. Parafia powstała w 1870 roku i nosi imię Simona Camerona, który był dwudziestym szóstym sekretarzem wojny Stanów Zjednoczonych.
W Parafii Cameron USA wybudowały pierwszy terminal gazu LNG - Sabine Pass. Stąd będzie dostarczany gaz m.in. do polskiego terminalu LNG im. Lecha Kaczyńskiego w Świnoujściu

## Sąsiednie parafie / hrabstwa
- Parafia Calcasieu (północ)
- Parafia Jefferson Davis (północ)
- Parafia Vermilion (wschód)
- Hrabstwo Jefferson (Teksas) (zachód)
- Hrabstwo Orange (Teksas) (zachód)

## CDP
- Cameron
- Hackberry